# Maconacon
Maconacon là một đô thị hạng 4 ở tỉnh Isabela, Philippines. Theo điều tra dân số năm 2007, đô thị này có dân số 3.991 người trong 786 hộ.

## Các đơn vị hành chính
Maconacon được chia ra 10 barangay.
- Diana
- Eleonor
- Fely
- Lita
- Reina Mercedes
- Minanga
- Malasin
- Canadam
- Aplaya
- Santa Marina (Dianggo)